# Mao Bất Dịch
Mao Bất Dịch (tiếng Trung: 毛不易; bính âm: Máo Bùyì; sinh vào ngày 1 tháng 10, 1994; tên khai sinh Vương Duy Gia; 王维家) là một ca sĩ kiêm nhạc sĩ người Trung Quốc. Mao trở nên nổi bật khi giành chiến thắng trong cuộc thi ca hát dành cho nam giới The Coming One (明日之子) vào năm 2017.  Anh là một nghệ sĩ nhạc pop tự học, được biết đến với các tác phẩm khắc hoạ những sắc thái tinh tế của cuộc sống thường nhật. Anh đã phát hành bốn album phòng thu, trong đó anh là người sáng tác toàn bộ lời và nhạc. Danh mục âm nhạc của Mao cũng bao gồm hơn một chục ca khúc chủ đề trong các bản nhạc phim truyền hình, điện ảnh và trò chơi điện tử.

## Cuộc sống trước kia
Mao sinh ra tại huyện Thái Lai, thành phố Cáp Nhĩ Tân, tỉnh Hắc Long Giang, Đông Bắc Trung Quốc. Anh theo học ngành điều dưỡng tại Đại học Sư phạm Hàng Châu và thực tập tại một bệnh viện ở Hàng Châu vào năm 2016, trong năm cuối đại học. Cũng trong năm đó, anh bắt đầu sáng tác nhạc như một cách để giải toả căng thẳng trong công việc. Anh tự học chơi guitar và viết một vài ca khúc một cách không chính thức trước khi tham gia chương trình The Coming One.
Trong suốt quá trình làm nghề điều dưỡng, anh thường xuyên phải đối mặt với những tình huống liên quan đến bệnh nhân qua đời. Trải nghiệm cái chết cá nhân đầu tiên của anh là sự ra đi của mẹ mình. Để tưởng nhớ bà, anh duy trì thói quen gửi tin nhắn đến tài khoản WeChat của mẹ sau khi bà mất.

## Sự nghiệp

### 2017–2019: Ra mắt và "Perfect Day"
Năm 2017, Mao bắt đầu được công chúng biết đến khi tham gia cuộc thi ca hát The Coming One (明日之子) do Tencent Video tổ chức. Ngoại hình của anh — với "khuôn mặt tròn, kính to và vài chiếc răng hơi lệch" — tạo nên sự tương phản rõ rệt so với những thí sinh khác vốn thường xuất hiện với trang phục và lớp trang điểm cầu kỳ. Việc thiếu kinh nghiệm biểu diễn và phong thái có phần vụng về của Mao khiến anh trở nên khác biệt, điều này lại khiến người hâm mộ cảm thấy dễ mến. Kho tàng âm nhạc của anh, thay vì tập trung vào những chủ đề tình yêu truyền thống, lại khai thác các chủ đề như sự tuyệt vọng, khát vọng chưa thành và ước mơ thành công về tài chính. Anh đã giành chiến thắng trong cuộc thi vào ngày 23 tháng 9 năm 2017, và ca khúc Tiêu Sầu (消愁) mà anh trình diễn lần đầu tiên trong cuộc thi đã đứng đầu bảng xếp hạng QQ Music suốt 11 ngày và được phát trên 500 triệu lượt. Từ tháng 11 năm 2017 đến tháng 4 năm 2018, Mao cùng với các thí sinh khác từ chương trình đã tham gia The Coming One National Tour (明日之子全国巡回演唱会), chuyến lưu diễn quốc gia của chương trình.
Vào năm 2018, Mao giành giải New Music Power Award tại Lễ trao giải Weibo vào ngày 18 tháng 1. Vào ngày 31 tháng 5, Mao phát hành album debut Perfect Day (平凡的一天), được sản xuất bởi ca sĩ và nhạc sĩ Li Jian. Ca khúc chủ đề Perfect Day đã đạt một triệu lượt tải và phát trực tuyến ngay trong ngày đầu tiên ra mắt. Album nhận được lời khen ngợi từ các nhà phê bình nhờ lời ca tự nhiên, ấm áp và 'giai điệu u sầu'. Vào ngày 29 tháng 8, Mao giành giải Nghệ sĩ mới phổ biến nhất của năm và Nghệ sĩ mới xuất sắc nhất của năm tại Lễ hội âm nhạc Trung Quốc, trong khi ca khúc Tiêu Sầu giành giải Ca khúc vàng của năm. Vào ngày 29 tháng 11, Mao giành giải Ca sĩ nam triển vọng nhất và Ca sĩ - nhạc sĩ xuất sắc nhất của năm tại Giải thưởng Âm nhạc Châu Á. Cũng trong năm đó, Mao bắt đầu chuyến lưu diễn solo đầu tiên của mình mang tên Someone Like Me National Solo Concert Tour (像我这样的人个人全国巡回演唱会) từ ngày 22 tháng 9 đến 17 tháng 11.
Vào năm 2019, Billboard China ra mắt bảng xếp hạng Billboard China Top 100, được biên soạn dựa trên lượt phát sóng trên radio, phát trực tuyến và doanh số bán hàng kỹ thuật số tại đại lục Trung Quốc. Mao duy trì vị trí số một trong suốt năm tuần của năm 2019 với các ca khúc Người giống tôi (像我这样的人) và Tiêu Sầu từ năm 2017.

### 2020-2023: "Tiểu Vương" và "Lonely Planet"
Vào tháng 1 năm 2020, Mao tham gia chương trình thi âm nhạc Singer của đài Hunan TV với tư cách là ca sĩ debut. Vào ngày 22 tháng 1, Mao phát hành album âm nhạc thứ hai, Tiểu Vương (小王). Vào tháng 8, Mao xếp thứ 79 trong danh sách Forbes China Celebrity 100. Vào tháng 12, Mao đã biểu diễn tại CCTV New Year's Gala 'Sailing 2021' và 2020 Most Beautiful Night bilibili Gala, được phối hợp tổ chức bởi CCTV và Bilibili.
Vào 26/06/2021, Mao phát hành album thứ ba Hành Tinh Cô Đơn (幼鸟指南), được sản xuất bởi Arai Soichiro. Album xếp hạng đầu tiên trên bảng xếp hạng TME Physical Album Sales Chart vào tháng 1 năm 2022. Vào ngày 16 và 23 tháng 7, Mao xuất hiện lần thứ tư trong chương trình thực tế về lối sống Back To Field và đã hát ca khúc 'In This Mountain', một bài hát trong album Hành Tinh Cô Đơn, tại buổi hòa nhạc của tập cuối mùa 5. Vào ngày 14 tháng 12, Mao phát hành ca khúc chủ đề cho bộ phim Tôi là chính tôi, có tên là 'Nobody' (无名的人).
Vào năm 2023, Mao bắt đầu chuyến lưu diễn solo thứ hai của mình, Lonely Planet Solo National Concert Tour (幼鸟指南个人全国巡回演唱会), với các điểm dừng tại chín thành phố và đánh dấu lần đầu tiên Mao biểu diễn tại các địa điểm có sức chứa hơn 10.000 khán giả. TChuyến lưu diễn khởi động tại Hàng Châu, nơi Mao bắt đầu sự nghiệp âm nhạc của mình với tư cách là một sinh viên điều dưỡng.

### 2024:The Inner Venture
Vào ngày 9 tháng 8, Mao thông báo trên Weibo cá nhân rằng album thứ tư của anh, The Inner Venture (冒险精神), sẽ sớm ra mắt, với ca khúc chủ đề The Inner Venture được phát hành trực tuyến vào ngày 16 tháng 8. Album này  được phát hành vào ngày 23 tháng 9, 2024.

## Danh sách đĩa nhạc
Album
- Perfect Day (平凡的一天) (2018)
- Tiểu Vương (小王) (2020)
- Hành Tinh Cô Đơn (幼鸟指南) (2021)
- The Inner Venture (冒险精神) (2024)

## Concert

### 2017-2018: Chuyến lưu diễn quốc gia The Coming One
| Năm  | Ngày       | Thành phố   | Địa điểm                             |
| 2017 | 3 tháng 11 | Nam Kinh    | Trung tâm Thể thao Wutaishan         |
|      | 2 tháng 12 | Bắc Kinh    | Sân vận động Trong nhà Thủ đô        |
|      | 9 tháng 12 | Hàng Châu   | Trung tâm Thể thao Hoàng Long        |
| 2018 | 5 tháng 1  | Trùng Khánh | Hội trường Nhân dân Trùng Khánh      |
|      | 20 tháng 1 | Lạc Dương   | Trung tâm Thể thao Khu mới Lạc Dương |
|      | 8 tháng 4  | Thâm Quyến  | Trung tâm Thể thao Vịnh Thâm Quyến   |

### 2018: Chuyến lưu diễn solo quốc gia Someone Like Me
| Ngày        | Thành phố  | Địa điểm                                              | Khách mời đặc biệt |
| 22 tháng 9  | Thượng Hải | Trung tâm Triển lãm và Hội nghị Quốc gia (Thượng Hải) |                    |
| 13 tháng 10 | Bắc Kinh   | Sân vận động Trong nhà Công nhân                      | Wu Qing-feng       |
| 17 tháng 11 | Thành Đô   | Trung tâm Biểu diễn Nghệ thuật Tài chính Thành Đô     | Good Meimei        |

### 2023: Chuyến lưu diễn solo quốc gia Lonely Planet
| Ngày       | Thành phố  | Địa điểm                                      | Khách mời đặc biệt |
| 25 tháng 3 | Hàng Châu  | Trung tâm Thể thao Olympic Hàng Châu          |                    |
| 1 tháng 4  | Thâm Quyến | Trung tâm Thể thao Vịnh Thâm Quyến            |                    |
| 8 tháng 4  | Tô Châu    | Trung tâm Thể thao Olympic Tô Châu            |                    |
| 22 tháng 4 | Thành Đô   | Công viên Thể thao Đồi Phượng Hoàng           |                    |
| 20 tháng 5 | Trường Sa  | Trung tâm Hội nghị & Triển lãm Quốc tế Hồ Nam |                    |
| 27 tháng 5 | Thượng Hải | Mercedes-Benz Arena (Thượng Hải)              |                    |
| 15 tháng 7 | Ninh Ba    | Trung tâm Thể thao Olympic Ninh Ba            |                    |
| 22 tháng 7 | Vũ Hán     | Trung tâm Thể thao Vũ Hán                     |                    |
| 29 tháng 7 | Bắc Kinh   | Wukesong Arena                                | Rene Liu           |
| 15 tháng 9 | Bắc Kinh   | Sân vận động Quốc gia                         | Li Jian            |

## Hoạt động từ thiện
Vào ngày 11 tháng 9 năm 2018, Mao tham gia mùa thứ 6 của buổi lễ Charity Stars-To Dream Designer và Đêm thời trang Luohu với tư cách là đại sứ công tác từ thiện. Tại sự kiện này, anh đã vẽ tay một "túi mơ ước nghệ thuật" cùng với Han Geng và Shen Mengchen để nâng cao nhận thức về giáo dục nghệ thuật cho trẻ em ở những vùng có điều kiện kinh tế khó khăn. Vào ngày 2 tháng 11, Mao nhận lời mời làm "Đại sứ Năm Du lịch EU-Trung Quốc".
Vào ngày 5 tháng 5 năm 2020, Mao tham gia chương trình từ thiện "Believe in the Future" và biểu diễn ca khúc "Perfect Day" (平凡的一天).
Vào tháng 7 năm 2021, Mao tham gia chương trình từ thiện "Together with You" của CCTV và hát bài "Perfect Day" (平凡的一天) để tri ân những người anh hùng trong cuộc sống thường ngày.
Vào tháng 7 năm 2021, Mao đã quyên góp 500,000 RMB cho các khu vực bị ảnh hưởng bởi lũ lụt ở tỉnh Hà Nam.

## Giải thưởng
| Thời gian trao giải | Giải thưởng | Tác phẩm đoạt giải (nếu có)       | Kết quả   |
| 2025-1-4            | Tencent Video All Star Awards - Nhạc sĩ/Ca sĩ sáng tác của năm 2024                                                                             |                                   | Đoạt giải |
| 2024-12             | Báo cáo Ngành Âm nhạc 2024 - Nhạc sĩ/Ca sĩ sáng tác xuất sắc nhất năm                                                                           |                                   | Đoạt giải |
| 2024-12             | Báo cáo Ngành Âm nhạc 2024 - Nghệ sĩ được CMC đề xuất của năm (Đại lục)                                                                         |                                   | Đoạt giải |
| 2024-9-25           | Weibo Music Awards 2024 - Nhạc sĩ/Ca sĩ sáng tác của năm                                                                                        |                                   | Đoạt giải |
| 2024-8              | Giải Phong Vân Bảng Âm nhạc Phương Đông lần thứ 31 - Nhạc sĩ/Ca sĩ sáng tác xuất sắc nhất                                                       |                                   | Đoạt giải |
| 2024-1              | Weibo Night 2023 - Nhạc sĩ/Ca sĩ sáng tác chất lượng của năm                                                                                    |                                   | Đoạt giải |
| 2023-12-17          | Tencent Video All Star Awards - Nhạc sĩ/Ca sĩ sáng tác của năm 2023                                                                             |                                   | Đoạt giải |
| 2023-8-28           | Giải Phong Vân Bảng Âm nhạc Phương Đông lần thứ 30 - Nhạc sĩ/Ca sĩ sáng tác xuất sắc nhất                                                       |                                   | Đoạt giải |
| 2023-1              | Weibo Music Awards 2022 - Nhạc sĩ/Ca sĩ sáng tác triển vọng của năm                                                                             |                                   | Đoạt giải |
| 2022-12             | NetEase Cloud Music Awards 2022 - Nghệ sĩ được tìm kiếm nhiều nhất năm                                                                          |                                   | Đoạt giải |
| 2022-11             | Giải Phong Vân Bảng Âm nhạc Phương Đông lần thứ 29 - 10 Bài hát Vàng                                                                            | 无名的人 (Người vô danh)          | Đoạt giải |
| 2021-12             | Lễ trao giải Âm nhạc Tencent lần thứ 3 - Nhạc sĩ/Ca sĩ sáng tác xuất sắc nhất                                                                   |                                   | Đoạt giải |
| 2021-2-28           | Weibo Awards - Nhạc sĩ/Ca sĩ sáng tác thực lực của năm                                                                                          |                                   | Đoạt giải |
| 2020                | BME Music Awards - Nam ca sĩ xuất sắc của năm                                                                                                   |                                   | Đoạt giải |
| 2020                | Migu Music Awards lần thứ 14 - Ca sĩ có doanh số nhạc chuông chờ tốt nhất năm                                                                   |                                   | Đoạt giải |
| 2020                | "Dẫn đầu" Sina Entertainment Awards 2020: 10 tác phẩm âm nhạc được yêu thích nhất của "Nhật Ký Tiểu Vương "                                     | 小王日记 (Nhật Ký Tiểu Vương )    | Đoạt giải |
| 2019-9-9            | Top Chinese Music Chart Awards - Nhạc sĩ/Ca sĩ sáng tác được giới truyền thông đề cao của năm, Nghệ sĩ có bước nhảy vọt về độ nổi tiếng của năm |                                   | Đoạt giải |
| 2019-08-30          | Chinese Golden Melody Awards - Nam ca sĩ sáng tác xuất sắc nhất của năm                                                                         |                                   | Đoạt giải |
| 2019-07-13          | Zhejiang TV Mid-Year Music Festival - 10 Bài hát Gốc Hoa ngữ hay nhất                                                                           | 消愁 (Tiêu Sầu)                   | Đoạt giải |
| 2019-03-25          | Giải Phong Vân Bảng Âm nhạc Phương Đông lần thứ 26 - Giải Lời bài hát hay nhất                                                                  | 平凡的一天 (Một ngày bình thường) | Đoạt giải |
| 2018-12-23          | Toutiao Entertainment Awards - Ca sĩ thực lực của năm                                                                                           |                                   | Đoạt giải |
| 2018-12-18          | Tencent Video All Star Awards - Giải Nam ca sĩ của năm                                                                                          |                                   | Đoạt giải |
| 2018-12-8           | Migu Music Awards lần thứ 12 - 10 Bài hát Vàng của năm 牧马城市                                                                                 | 牧马城市 (Mục mã thanh nghị)      | Đoạt giải |
| 2018-11-29          | Asian Music Festival - Nam ca sĩ triển vọng nhất của năm                                                                                        |                                   | Đoạt giải |
| 2018-08-29          | Chinese Golden Melody Awards - Nghệ sĩ mới được yêu thích nhất của năm                                                                          |                                   | Đoạt giải |
| 2018-08-29          | Chinese Golden Melody Awards - Nghệ sĩ mới sáng tác xuất sắc nhất của năm                                                                       |                                   | Đoạt giải |
| 2018-08-29          | Chinese Golden Melody Awards - Bài hát Vàng của năm 消愁                                                                                        | 消愁 (Tiêu Sầu)                   | Đoạt giải |
| 2018-08-19          | Asia New Songs Chart Awards - Nhạc sĩ xuất sắc nhất của năm                                                                                     |                                   | Đoạt giải |
| 2018-03-26          | Giải Phong Vân Bảng Âm nhạc Phương Đông lần thứ 25 - 10 Bài hát Vàng                                                                            | 消愁 (Tiêu Sầu)                   | Đoạt giải |
| 2018-01-18          | Weibo Night - Nghệ sĩ mới nổi bật trong lĩnh vực âm nhạc của năm                                                                                |                                   | Đoạt giải |
| 2017-12-28          | Tencent Entertainment White Paper - Ngôi sao Âm nhạc của năm                                                                                    |                                   | Đoạt giải |
| 2017-12-03          | Tencent Video All Star Awards - Nghệ sĩ mới nổi bật trong lĩnh vực âm nhạc của năm                                                              |                                   | Đoạt giải |
| 2017-11-23          | NetEase Attitude Awards - Nhạc sĩ/Ca sĩ sáng tác có thái độ của năm                                                                             |                                   | Đoạt giải |
| 2017-7-20           | Giải Phong Vân Bảng Âm nhạc Phương Đông lần thứ 27 - Nhạc sĩ/Ca sĩ sáng tác xuất sắc nhất                                                       |                                   | Đoạt giải |
| 2017-7-20           | Giải Phong Vân Bảng Âm nhạc Phương Đông lần thứ 27 - Lời bài hát hay nhất                                                                       | 二零三 (Hai không ba)             | Đoạt giải |

### Danh hiệu
| Thời gian trao giải | Giải thưởng                              | Kết quả   |
| 2025-1              | Khuôn mặt của năm 2024 - Nhạc sĩ của năm | Đoạt giải |

### Khác
| Thời gian trao giải | Giải thưởng                                                                         | Kết quả   |
| 2018-01-11          | QQ Interest Tribe "Heart Appreciation Night" - Ngôi sao mới nổi được yêu thích nhất | Đoạt giải |
| 2018-01-07          | Giải Kim Giao lần thứ nhất - 10 Ngôi sao mạng nổi tiếng nhất của năm                | Đoạt giải |